# Ludia leandriana
Ludia leandriana är en videväxtart som beskrevs av Herman Otto Sleumer. Ludia leandriana ingår i släktet Ludia och familjen videväxter. Inga underarter finns listade i Catalogue of Life.